# Flügelstift
Der Flügelstift ist das traditionelle Erkennungszeichen der Stenografen. Der „geflügelte Stift“ steht dabei metaphorisch für die hohe Schreibgeschwindigkeit, die mit der Stenografie erreicht werden kann. Zuweilen werden auch eine „geflügelte Feder“ oder andere geflügelte Schreibinstrumente verwendet.

## Verwendung
Der Flügelstift wird im derzeitigen Wappen des Deutschen Stenografenbundes verwendet. Zudem verwendete der Winklers Verlag die Bezeichnung Flügelstift für eine Zeitschrift, welche „Beiträge für die kaufmännische Aus- und Weiterbildung in Schule und Betrieb“ enthielt. Diese Zeitschrift wurde von Oktober 1929 an verlegt und erscheint jährlich im September. Trotz des Namens enthält die Zeitschrift jedoch seit der Übernahme des Winklers Verlag keine Beitrage mehr zum Thema Kurzschrift, sondern wird nunmehr als Kundenmagazin des Westermann-Verlags geführt, das über aktuelle Entwicklungen und neue Produkte in der beruflichen Aus- und Weiterbildung informiert.